# Macarena Espinilla Estévez
Macarena Espinilla Estévez (Jaén, 14 de febrero de 1983) es doctora en Ingeniería Informática y, actualmente, Catedrática en la Universidad de Jaén en el área de Arquitectura y Tecnología de los Computadores. Es conocida en el ámbito de la investigación por sus grandes aportaciones en inteligencia artificial, dispositivos con sensores y entornos inteligentes. Ha publicado más de 110 artículos científicos de alto impacto y lidera múltiples proyectos nacionales y europeos.

## Biografía
Macarena Espinilla Estévez nació el 14 de febrero de 1983 en Jaén , España. Se graduó en Ingeniería Técnica en Informática de Gestión en la Universidad de Jaén en 2004, seguida de una Ingeniería Informática en la misma institución en 2006. Posteriormente, fue la primera mujer en completar su doctorado en Ciencias de la computación en la Universidad de Jaén en 2009.
En 2019-2020, completó su máster en Ingeniería Biomédica en la Universidad Internacional de Valencia. Desde diciembre de 2021, Macarena Espinilla Estévez es Catedrática en la Universidad de Jaén, donde ostenta el título de la catedrática más joven en el área de Informática de España. 
20s ventura 
Actualmente, es la responsable del Grupo de Investigación Avances en Sistemas Inteligentes y Aplicaciones (ASIA) en la Universidad de Jaén, que cuenta con un equipo multidisciplinar de más de 20 personas, incluyendo investigadores de los departamentos de Informática, Eléctrica, Electrónica y Telecomunicación, así como de fuera del ámbito académico. Además, lidera proyectos de nivel autonómico, nacional y europeo.
La Dra. Espinilla Estévez ha recibido diversas distinciones a lo largo de su carrera. En particular, recibió la Mención Internacional en su doctorado y el Premio Extraordinario de Doctorado, en 2022 recibió el premio Margarita Salas por su trayectoria profesional y, además, recibió una medalla en los Premios Jóvenes Investigadores por la Real Academia de Ingeniería de España (RAI).
En la actualidad, lucha activamente para incentivar la incorporación de niñas y mujeres a carreras STEAM y aumentar su presencia en este ámbito, y además, ser un modelo a seguir para todas las jóvenes.

## Líneas de investigación
Sus líneas de investigación incluyen:
- Procesamiento inteligente de datos.
- Sistemas inteligentes.
- Sistemas de toma de decisiones.
- Salud conectada y digital.
- Sistemas de recomendaciones y personalización.
- Internet de las cosas.
- Inteligencia ambiental y computación ubicua.
- Interfaces, servicios y sistemas para HRI y HCI.
- Adquisición y procesado de información multimodal.
- Objetivos de desarrollo sostenible.
- Ciencia y tecnología sostenible.
- Business enterprise

## Proyectos de investigación
En total, ha dirigido 39 tesis doctorales y lidera múltiples proyectos de investigación autonómicos, nacionales y europeos. Algunos de estos proyectos son los siguientes:
- Proyectos europeos:
  - 2020 Pharaon Project[6] "Pilots for Healthy and Active Ageing". Programa financiador: European Commission. H2020 - EU.1.3.3. - Smart and healthy living at home. Entidad financiadora: Comisión Europea. Fecha 01/12/2019-30/11/2023. Codirigido con Javier Medina Quero
  - The use of computational techniques to Improve compliance to reminders within smart environments. Programa financiador: European Commission. H2020 - EU.1.3.3. - Smart and healthy living at home. Entidad financiadora: Comisión Europea. Fecha  01/01/2017-30/10/2022.
- Proyectos nacionales:
  - Plataforma tecnológica de reconocimiento de actividades de la vida diaria para la valoración funcional de personas mayores (PLATERA). Programa financiador: Programa Estatal para Impulsar la Investigación Científico-Técnica y su Transferencia. Entidad financiadora: Ministerio de Ciencia e Innovación (Agencia Estatal de Investigación). Fecha 01/09/2022-31/07/2025.
  - Sistema inteligente de decisión basado en reconocimiento de actividades en el entorno operativo de envejecimiento (ACTIVA).[4][5][7] Programa financiador: Programa Estatal de I+D+i Orientada a los Retos de la Sociedad. Entidad financiadora: Ministerio de Ciencia, Agencia Estatal de Investigación. Ministerio de Ciencia Innovación y Universidades. Fecha inicio: 01/01/2019-30/09/2022.
- Proyectos autonómicos:
  - Implantación de un Sistema de Decisión Inteligente Ubicuo (Si- Die) de E-Salud para la monitorización de pacientes con cardiopatía isquémica que participan en un programa de prevención secundaria y rehabilitación cardíaca. Programa financiador: Junta de Andalucía. Consejería de Salud. Entidad financiadora: Junta de Andalucía. Consejería de Salud. Fecha 01/01/2017-31/12/2019.

## Transferencia
Como resultado de sus investigaciones, ha conseguido un total de 8 contratos artículo 83 para aplicar de manera activa los resultados obtenidos. Además, tiene en su posesión 6 patentes.

## Distinciones
- Premio Extraordinario de Doctorado  (premio, 2009)
- Margarita Salas:[9][10] Trayectoria profesional (premio, 2022)
- Medalla a los Premios Jóvenes Investigadores[11] por la RAI (premio, 2022)